# Hypena dimidialis
Hypena dimidialis là một loài bướm đêm trong họ Erebidae.